# Macgillycuddy's Reeks
Les MacGillycuddy's Reeks (en irlandais Na Cruacha Dubha, littéralement « les sommets noirs ») sont une chaîne de montagnes située dans le comté de Kerry dans le sud-ouest de l'Irlande. La chaîne se trouve dans la péninsule d'Iveragh au sud-ouest de Killarney.

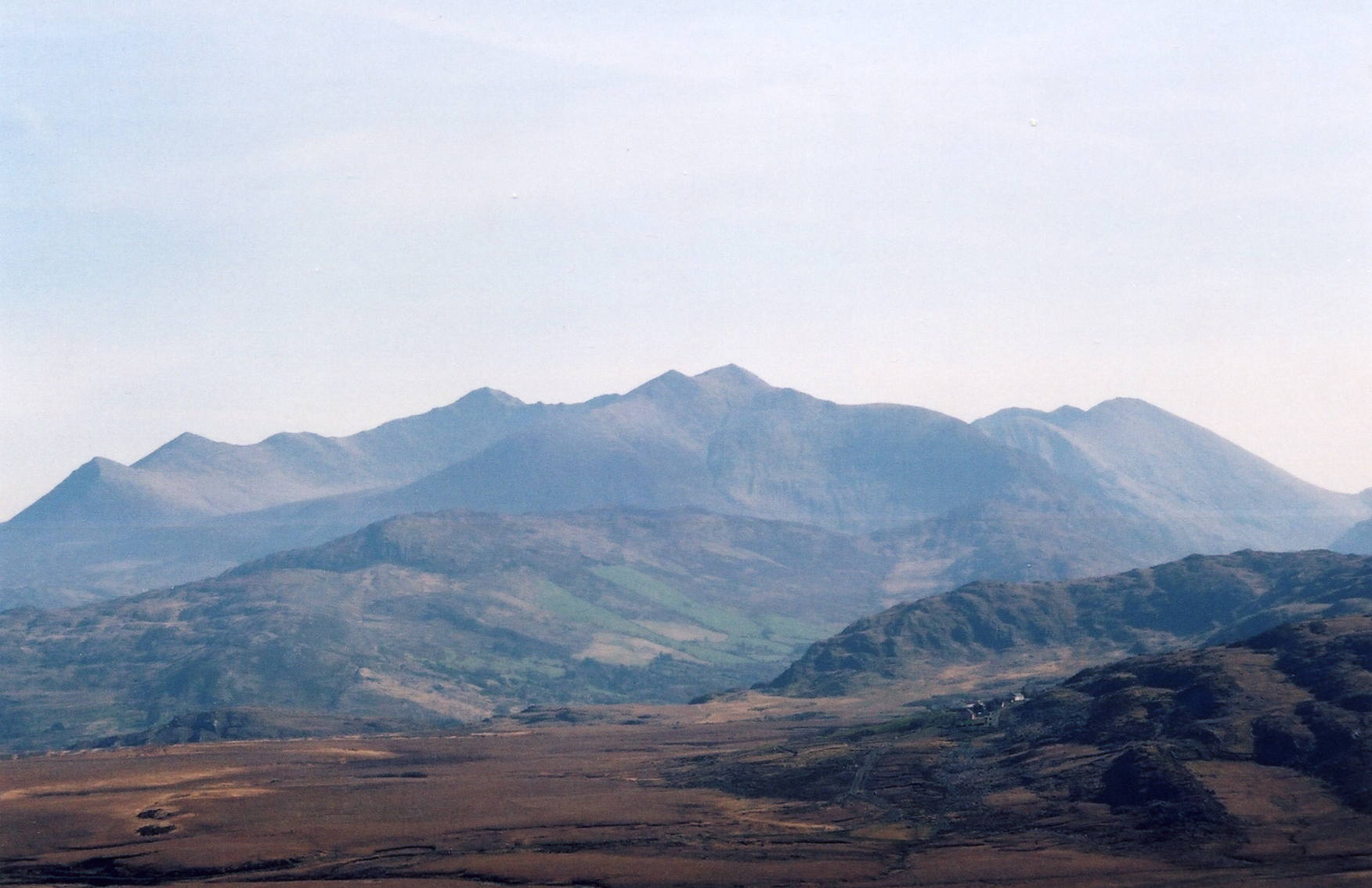
Vue du massif.

Les montagnes sont composées de roches sédimentaires modelées par les glaciers.
S'étirant sur près d'une vingtaine de kilomètres, elle compte en son sein le plus haut sommet d’Irlande, le Carrauntuohil qui s’élève à 1 038 mètres d’altitude et les seuls deux autres sommets dépassant les 1 000 m d’altitude (le Beenkeragh à 1 010 m, et le Caher à 1 001 m).
Le nom de la chaîne de montagnes date du XVIIIe siècle et provient du clan irlandais des MacGillicuddy (ou McGillycuddy) qui possédait de très nombreuses terres dans cette partie du comté de Kerry. La mainmise de ce clan sur cette région continua jusqu’à la fin du XXe siècle.

## Sommets principaux
| #  | Sommet                              | Autres noms                | Altitude |
| -- | ----------------------------------- | -------------------------- | -------- |
| 1  | Corrán Tuathail                     | Carrauntoohil              | 1 038 m  |
| 2  | Binn Chaorach                       | Beenkeragh, Benkeeragh     | 1 010 m  |
| 3  | Cathair na Féinne                   | Caher                      | 1 001 m  |
| 4  | Cnoc na Péiste                      | Knocknapeasta              | 988 m    |
| 5  | Cathair Thiar                       | Caher West                 | 975 m    |
| 6  | Maolán Buí                          | -                          | 973 m    |
| 7  | Carrauntoohil Tooth                 | Knockoughter, The Bones    | 959 m    |
| 8  | Cnoc an Chuillinn                   | -                          | 958 m    |
| 9  | An Gunna Mhór                       | The Big Gun                | 939 m    |
| 10 | Cruach Mhór                         | -                          | 932 m    |
| 11 | Cnoc an Chuillinn Thoir             | Cnoc an Chuillinn East     | 926 m    |
| 12 | Cnoc Broinne Thiar                  | Knockbrinnea West          | 854 m    |
| 13 | Stumpa Bharr na hAbhann             | -                          | 851 m    |
| 14 | Screig Mhór                         | Skregmore                  | 848 m    |
| 15 | Cnoc Broinne Thoir                  | Knocnbrinnea East          | 847 m    |
| 16 | Cnoc na Toinne                      | -                          | 845 m    |
| 17 | Cnoc Iochtair                       | -                          | 747 m    |
| 18 | Cnoc an Bhráca                      | -                          | 731 m    |
| 19 | Cnoc na dTarbh                      | -                          | 655 m    |
| 20 | Stumpa an tSaimh/ Stuimpín an Daimh | Hag's Tooth, Stumpeenadaff | 650 m    |
| 21 | Cnoc Breasail                       | Brassel                    | 575 m    |
| 22 | Screig Bheag                        | Skregbeg                   | 573 m    |
| 23 | Binn Bhán                           | -                          | 461 m    |
| 24 | Binn Dubh                           | -                          | 452 m    |
| 25 | Binn Dhearg                         | Beendarrig, Bendarrig      | 451 m    |
| 26 | Struicín                            | Strickeen                  | 440 m    |
| 27 | Cnoc Breac                          | Knockbrack                 | 425 m    |